# 泰勒圓魨
泰勒圓魨為輻鰭魚綱魨形目四齒魨亞目四齒魨科的其中一種，為熱帶海水魚，分布於西大西洋哥倫比亞至巴西東南部海域，棲息深度10-80公尺，體長可達12公分，棲息在底層水域，以軟體動物、甲殼類、棘皮動物為食，生活習性不明。

## 扩展阅读
維基物種上的相關：泰勒圓魨